# Une chose à cacher
Une chose à cacher (titre original : Something to Hide) est un roman policier d'Elizabeth George, initialement paru aux États-Unis en 2022 puis publié en France aux Presses de la Cité en octobre 2023.
Thomas Lynley, Barbara Havers et Winston Nkata mènent l'enquête sur le meurtre de la policière Teo Bontempi. Celle-ci, d'origine nigériane, avait été excisée dans son enfance et s'intéressait depuis quelques semaines à une clinique qu'elle soupçonnait de pratiquer des mutilations génitales médicalisées.

## Principaux personnages
- La victime
  - Teodora (« Teo ») Bontempi : fille majeure de Solange et Cesare Bontempi ; sergent de police à Scotland Yard.

- Les enquêteurs
  - Thomas (« Tommy ») Lynley : inspecteur de police.
  - Barbara Havers : sergent, adjointe de Lynley.
  - Winston Nkata :  sergent, adjoint de Lynley.

- Entourage de Lynley et d'Havers
  - Simon Saint James : médecin légiste ; ami de Lynley ; époux de Deborah.
  - Deborah (« Deb ») Saint James : épouse de Simon ; photographe ; amie de Lynley.
  - Joseph Cotter : père de Deborah.
  - Daidre Trahair : vétérinaire ; petite amie de Lynley.
  - Dorothy (« Dee ») Harriman : secrétaire de Lynley à Scotland Yard.

- Famille Bankole
  - Tanimola (« Tani ») : 20 ans ; frère de Simi.
  - Simisola (« Simi ») : 8 ans ; sœeur de Tani.
  - Abeo : père de Tani et de Simi ; époux de Monifa.
  - Monifa : mère de Tani et de Simi ; épouse d'Abeo.
  - Lark : maîtresse d'Abeo.
  - Elton et Davrina : enfants naturels d'Abeo et de Lark.

- Famille Bontempi
  - Cesare : père adoptif de Teodora (« Teo ») et de Rosalba (« Rosie ») ; médecin ; d'origine italienne ; mari de Solange.
  - Solange : mère adoptive de Teodora (« Teo ») et de Rosalba (« Rosie ») ; aviatrice ; d'origine française ; épouse de Cesare.
  - Rosalba (« Rosie ») : fille mineure des époux Bontempi ; sœur naturelle de Teo.
  - Ross Carver : époux de Teo.

- Famille Phinney
  - Mark Phinney : commissaire de police.
  - Pietra (« Pete ») : épouse de Mark.
  - Lilybet : fille de Mark et Pete ; handicapée.
  - Robertson : infirmier s'occupant de Lilybet.
  - Paulie : frère de Mark.

- Employés de la Maison de l'orchidée
  - Philippa Weatherall : chirurgien.
  - Mercy Hart.
  - Zavadi, Narissa Cameron et Adaku Obiaka : agents de service.

## Résumé
Le roman est divisé formellement en deux parties de tailles différentes.